# Stoszowice
Stoszowice (deutsch Peterwitz) ist ein Dorf in der Landgemeinde Stoszowice mit 5360 Einwohnern (Stand 31. Dezember 2020) im Powiat Ząbkowicki der Woiwodschaft Niederschlesien in Polen. Es liegt fünf Kilometer nordwestlich von Ząbkowice Śląskie (Frankenstein).

## Geographische Lage
Stoszowice liegt an der Landesstraße 385, die von Ząbkowice Śląskie nach Nowa Ruda (Neurode) verläuft. Nachbarorte sind Koziniec (Löwenstein) und Gorzejów (Klein Neudorf) im Norden, Olbrachcice Wielkie (Groß Olbersdorf) im Nordosten, Gzów (Göckelsberg) und Tarnów (Tarnau) im Südosten, Budzyń (Bautzel) im Süden, Budzów (Schönwalde) im Südwesten, Jamna (Raschdorf) im Westen und Lutomierz (Quickendorf) im Nordwesten. Südwestlich liegt der 286 m hohe Lämmelberg (Jagnięca).

## Geschichte

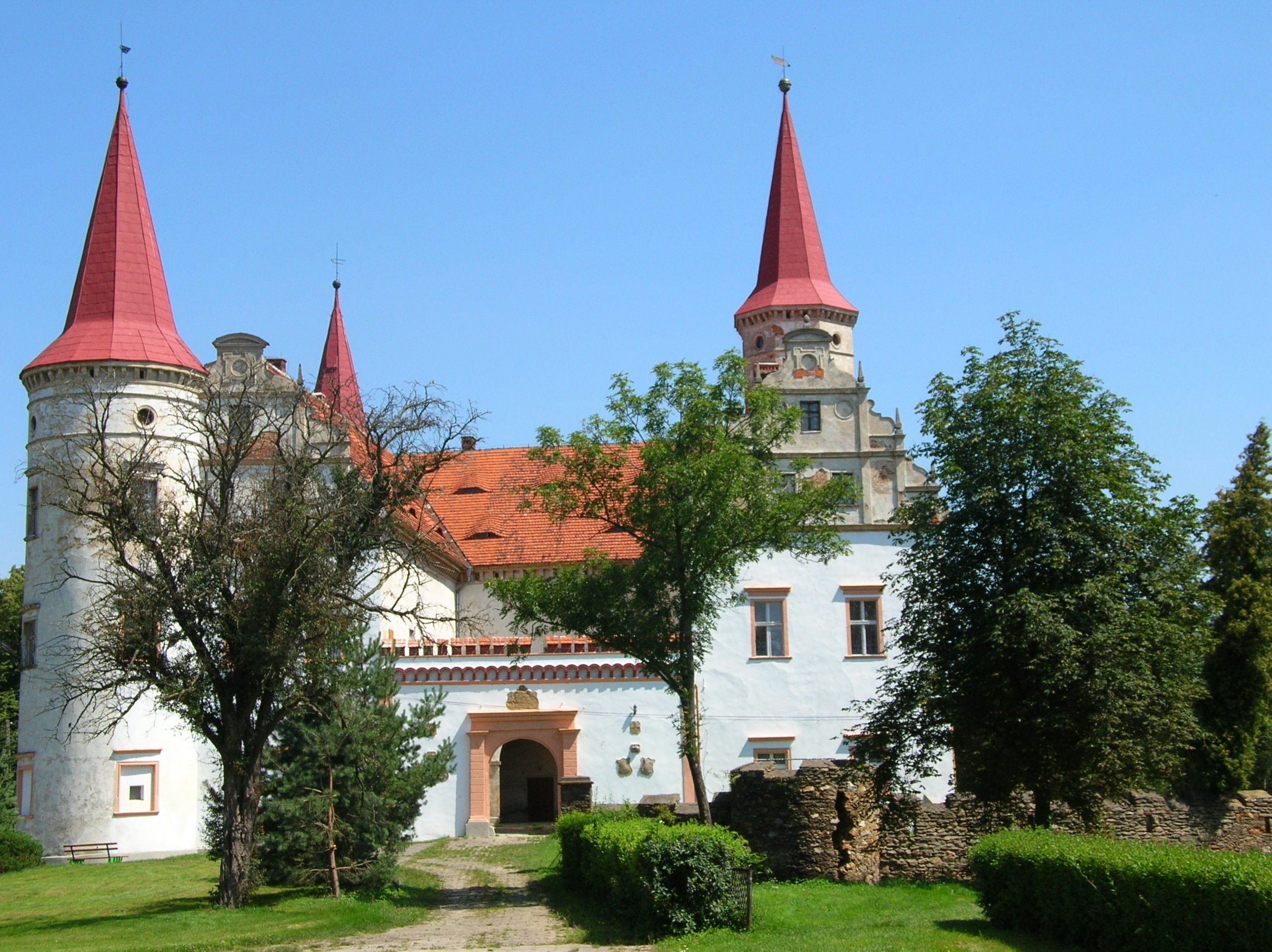
Schloss Stoszowice

Nach dem Heinrichauer Gründungsbuch war Peterwitz 1222 im Besitz des Adelsgeschlechts Stosch. Dieses soll sich gegen die Umwandlung in eine deutschrechtliche Siedlung gewandt haben, da sie selbst an dem Wald interessiert war, der für eine weitere Besiedlung vorgesehen war und dem Kloster Heinrichau gehörte. Trotzdem kam es vor 1239 zu der deutschrechtlichen Umwandlung von Peterwitz. Um 1240 eignete sich Peter von Stosch den Klosterwald an, gab ihn jedoch nach Auseinandersetzungen 1244 wieder an das Kloster zurück. Sein Sohn Pasco riss den Wald wieder an sich und verzichtete erst 1278 darauf. 1283 erfolgte die erstmalige Erwähnung der Pfarrkirche St. Barbara.
Seit 1331 gehörte Peterwitz zum neu gegründeten Herzogtum Münsterberg und gelangte mit diesem 1336 unter böhmische Lehenshoheit, die Bolko II. von Münsterberg im selben Jahr im Vertrag von Straubing anerkannte.
1536 verkaufte Gregor von Reichenbach auf Peterwitz die Frankensteiner Erbvogtei, die ihm bis dahin gehörte, an die Stadt Frankenstein. Sein Sohn Fabian von Reichenbach, Herr auf Peterwitz, war von 1581 bis zu seinem Tode 1605 Landeshauptmann von Frankenstein und errichtete um 1600 das Peterwitzer Schloss.
Nach dem Ersten Schlesischen Krieg fiel Peterwitz 1742 an Preußen. Nach der Neugliederung Preußens gehörte es seit 1815 zur Provinz Schlesien und war ab 1818 dem Kreis Frankenstein in Schlesien eingegliedert, mit dem es bis 1945 verbunden blieb.
1820 gelangte Peterwitz an die seit dem Mittelalter in Oberschlesien ansässigen Grafen Strachwitz, die es bis zur Enteignung 1945 besaßen. Seit 1874 bildete die Landgemeinde Peterwitz einen Amtsbezirk, zu dem auch die Landgemeinde Löwenstein sowie die Gutsbezirke Peterwitz und Löwenstein gehörten. 1939 bestand Peterwitz aus 1158 Einwohnern.
Als Folge des Zweiten Weltkriegs fiel Peterwitz nach Kriegsende 1945 mit dem größten Teil Schlesiens an Polen und wurde in  Stoszowice umbenannt. Die einheimische deutsche Bevölkerung wurde, soweit sie nicht vorher geflohen war, vertrieben. Die neu angesiedelten Bewohner waren teilweise Zwangsumgesiedelte aus Ostpolen, das an die Sowjetunion gefallen war.
Von 1975 bis 1998 gehörte Stoszowice zur Woiwodschaft Wałbrzych (Waldenburg).
Im August 2015 versiegte in Stoszowice das Grundwasser. Der Bürgermeister der Gemeinde forderte beim polnischen Verteidigungsministerium militärische Hilfe an.

## Gemeinde
Zur Landgemeinde Stoszowice gehören das Dorf selbst und zehn weitere Dörfer mit Schulzenämtern.

## Sehenswürdigkeiten
- Das Schloss Peterwitz wurde von Fabian von Reichenbach um 1600 errichtet und im 17./18. Jahrhundert erweitert. Nach einem Umbau im 19. Jahrhundert erhielt es seine heutige Gestalt. Das Schloss ist von einer Steinmauer mit Zinnen und Graben umgeben.
- Die Pfarrkirche St. Barbara wurde erstmals 1283 erwähnt. Der jetzige Bau wurde 1763 bis 1781 an der Stelle eines Vorgängerbaus aus dem 15. Jahrhundert errichtet und im Stil des Rokoko ausgestattet. Die Innenausstattung besteht aus dem Hauptaltar St. Barbara, dem Seitenaltar St. Hedwig, der Kanzel, dem Taufbecken und der geschnitzten Gruppe Christus am Ölberg.

## Persönlichkeiten
- Moritz von Strachwitz (1822–1847), Verfasser von Sagen- und Geschichtsballaden.